# Helfrid Kinmansson
Helfrid Kinmansson, född Torsslow 15 januari 1831 i Stockholm, död 12 mars 1906 i Stockholm, var en svensk skådespelare aktiv 1848–1895.

## Biografi
Helfrid Kinmansson var dotter till Olof Ulrik Torsslow och Sara Torsslow, gift med Gustaf Kinmansson (1853) och faster till Valborg Moberg. Hon anställdes 1848 vid Mindre teatern, där hon - förutom en kort tid vid Dramaten 1857–1858 - var engagerad fram till att Mindre teatern år 1863 uppgick i Dramaten, där hon sedan var anställd till sin pensionering 1895.
Helfrid Kinmansson var främst en karaktärsskådespelare som användes flitigt i så kallade borgerliga pjäser. Efter att i början av sin karriär med varierande framgång mest ha spelat romantiska hjältinneroller, övergick hon snart (vid ungefär samma tid som Mindre teatern blev Dramaten) till roller som komiska gummor, där hon blev som mest uppskattad och omtalad och nådde stor framgång. Enligt kritiker klarade hon den samtida övergången från det romantiska till den realistiska skådespelarstilen väl.  
Hon ska som aktör ha utmärkt sig för:
"ädel och fin känsla, klar uppfattning, samt för ett troget och natursannt återgifvande af de karaktärer, hon under en mångårig konstnärsbana haft på sin lott att tolka från skådebanan."
Bland hennes roller nämns Julia i Romeo och Julia, Valborg i Axel och Valborg, Prinsessan Cecilia i Solen sjunker, Karin i Ur Carl den tolftes ungdom, Jolanta i Kung Renés dotter, Alice i Börd och förtjänst, Polixena i Konst och natur, Laura i De nygifta, Antoinette i Klädeshandlaren och hans måg, Lelia i Sullivan, Karin Månsdotter i En krona, Sally i Evas systrar, Mabel i En arbetare, Agnes i Fruntimmersskolan, Fru Rey i Två enkor, Caroline i Marquis de Villemére, Stafva i Majorens döttrar, Fru Guerin i Notarien Guerin och Fru Lebrueil i Markisinnan.

## Teater

### Roller (ej komplett)
| År   | Roll                                       | Produktion                                                        | Regi | Teater                      |
| ---- | ------------------------------------------ | ----------------------------------------------------------------- | ---- | --------------------------- |
| 1852 | Léon                                       | Riddar Blåskägg Jean-François Bayard                              |      | Mindre teatern              |
| 1852 | Emma Stormgranat                           | Hin ondes gåva Frans Hedberg                                      |      | Mindre teatern              |
| 1868 | Antoinette                                 | Klädeshandlaren och hans måg Émile Augier och Jules Sandeau       |      | Kungliga Dramatiska Teatern |
| 1871 | Jungfru Olsen                              | De skenhelige J. Wibe                                             |      | Kungliga Dramatiska Teatern |
| 1876 | Grevinnan Ulla Ahlefelt-Kamph              | Också en förlovning Johan Grönstedt                               |      | Kungliga Dramatiska Teatern |
| 1876 | Agnes                                      | Under toffeln Alrun Leifsson                                      |      | Kungliga Dramatiska Teatern |
| 1876 | Fru Sten, länsmansänka                     | Dagtingan Frans Hedberg                                           |      | Kungliga Dramatiska Teatern |
| 1876 | Fru Ewald                                  | Pastorsadjunkten Anne Charlotte Leffler                           |      | Kungliga Dramatiska Teatern |
| 1876 | Maria Brunner                              | Svart i röd Oscar Wijkander                                       |      | Kungliga Dramatiska Teatern |
| 1886 | Malla                                      | Geografi och kärlek (Geografi og kærlighed) Bjørnstjerne Bjørnson |      | Kungliga Dramatiska Teatern |
| 1887 | Madam Helseth, hushållerska på Rosmersholm | Rosmersholm Henrik Ibsen                                          |      | Kungliga Dramatiska Teatern |
| 1895 | Markisinnan                                | Dora Victorien Sardou                                             |      | Kungliga Dramatiska Teatern |

## Galleri

Helfrid Kinmansson, porträtt - SMV - H4 225
Helfrid Kinmansson, porträtt - SMV - H4 226
Helfrid Kinmansson, porträtt - SMV - H4 228